# Museo Omero
Il Museo tattile statale Omero è un museo tattile situato nel polo culturale del Lazzaretto di Ancona, nelle Marche. L'istituto fa conoscere l'arte attraverso il tatto, dando ai visitatori la possibilità di vedere con le mani. Nato per promuovere l'integrazione delle persone con disabilità visiva è uno spazio accessibile a tutti.
Il museo è gestito dal Comune di Ancona in convenzione col Ministero della cultura, così come da atto sottoscritto il 3 agosto 2001 e successivamente modificato il 22 febbraio 2002.

## La storia del museo
Il museo è stato istituito il 29 maggio 1993 dal Comune di Ancona con il contributo della Regione Marche e su ispirazione dell'Unione Italiana dei Ciechi e degli Ipovedenti. Il 25 novembre 1999 è stato riconosciuto museo statale all'unanimità dal Parlamento italiano, confermandogli una valenza unica a livello internazionale.
L'idea di un museo tattile nasce nel 1985, dai coniugi non vedenti Aldo Grassini e Daniela Bottegoni.
Nel 1986 l’idea trova sostegno in Rosa Brunori Ciriaco, allora dirigente della Regione Marche all’Assessorato Servizi Sociali. Il museo inaugura il 29 maggio 1993 in tre aule della scuola elementare "Carlo Antognini" di Ancona, con 19 copie in gesso di scultura classica e un modellino architettonico. Nel 1997 il museo si trasferisce con una collezione ampliata presso un'ala delle scuole medie Donatello di Ancona, in via Tiziano. Nell'estate del 2012 si insedia nella sua prestigiosa sede definitiva, al Lazzaretto di Ancona.
Dal 23 dicembre 2014 il museo è parte della Direzione Regionale Musei Marche del Ministero della cultura.

## L'edificio

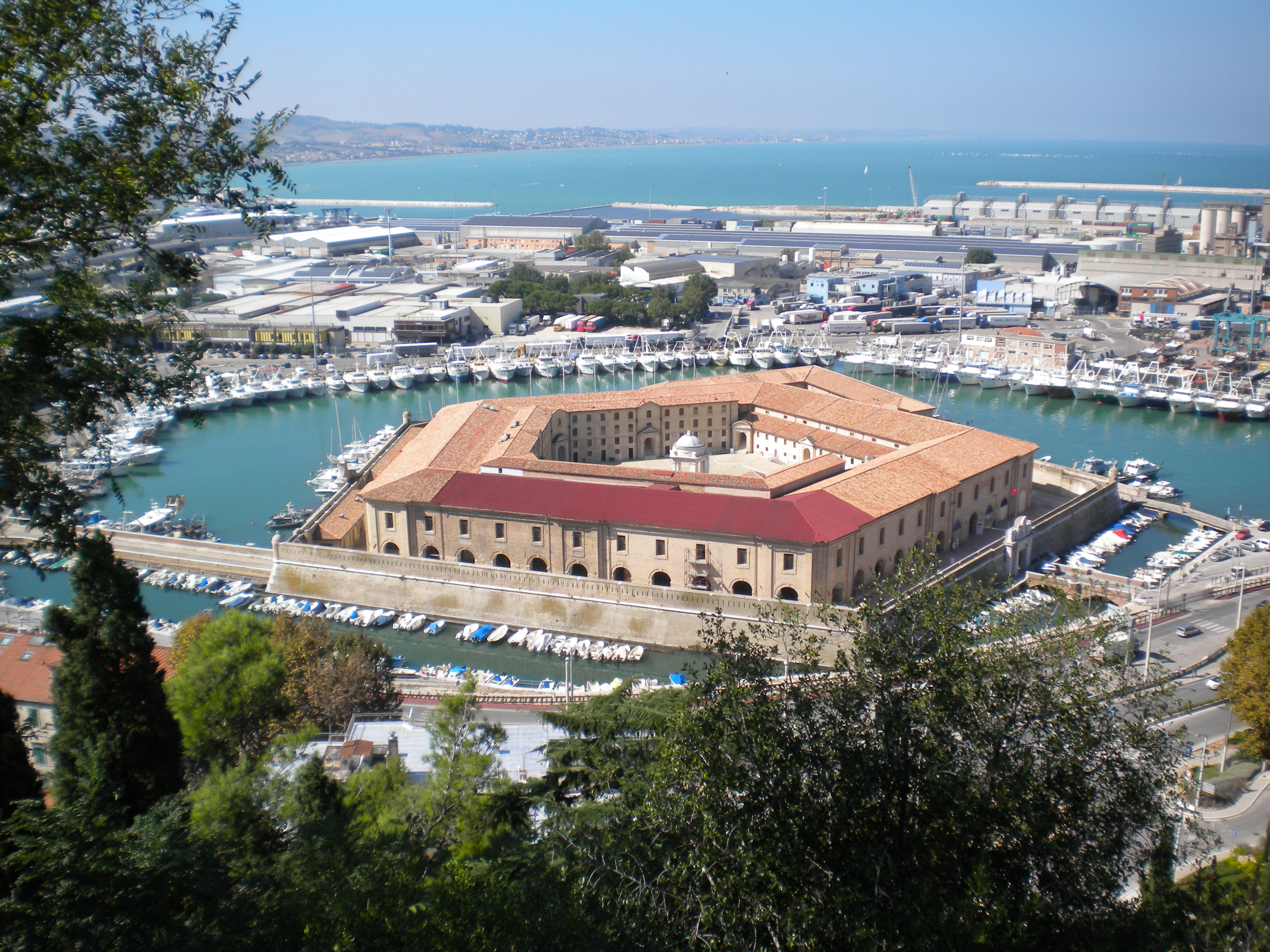
Mole Vanvitelliana o Lazzaretto. Il settore occupato dal Museo Omero è quello in alto a sinistra.

Il museo occupa un intero lato della Mole Vanvitelliana o Lazzaretto, costruzione di forma pentagonale risalente alla prima metà del 1700, opera di Luigi Vanvitelli, uno dei maggiori interpreti del periodo di transizione tra Barocco e Neoclassicismo. L'edificio è situato su un'isola artificiale anch'essa pentagonale, ideata dallo stesso architetto all'interno del porto di Ancona. L'isola è collegata alla terraferma mediante tre ponti e si trova a pochi passi da Porta Pia, oltre la quale si estende il centro della città. Il Lazzaretto, la cui funzione originaria era sanitaria e militare, fu destinato poi ad attività di vario genere, fino a diventare un centro culturale polifunzionale.
Attualmente il Museo Omero occupa uno spazio di circa tremila metri quadrati distribuito su quattro piani, con varie sale che ospitano la collezione, una sala riunioni, gli uffici, due laboratori didattici, un centro documentazione e ricerca.

## La collezione e il percorso espositivo

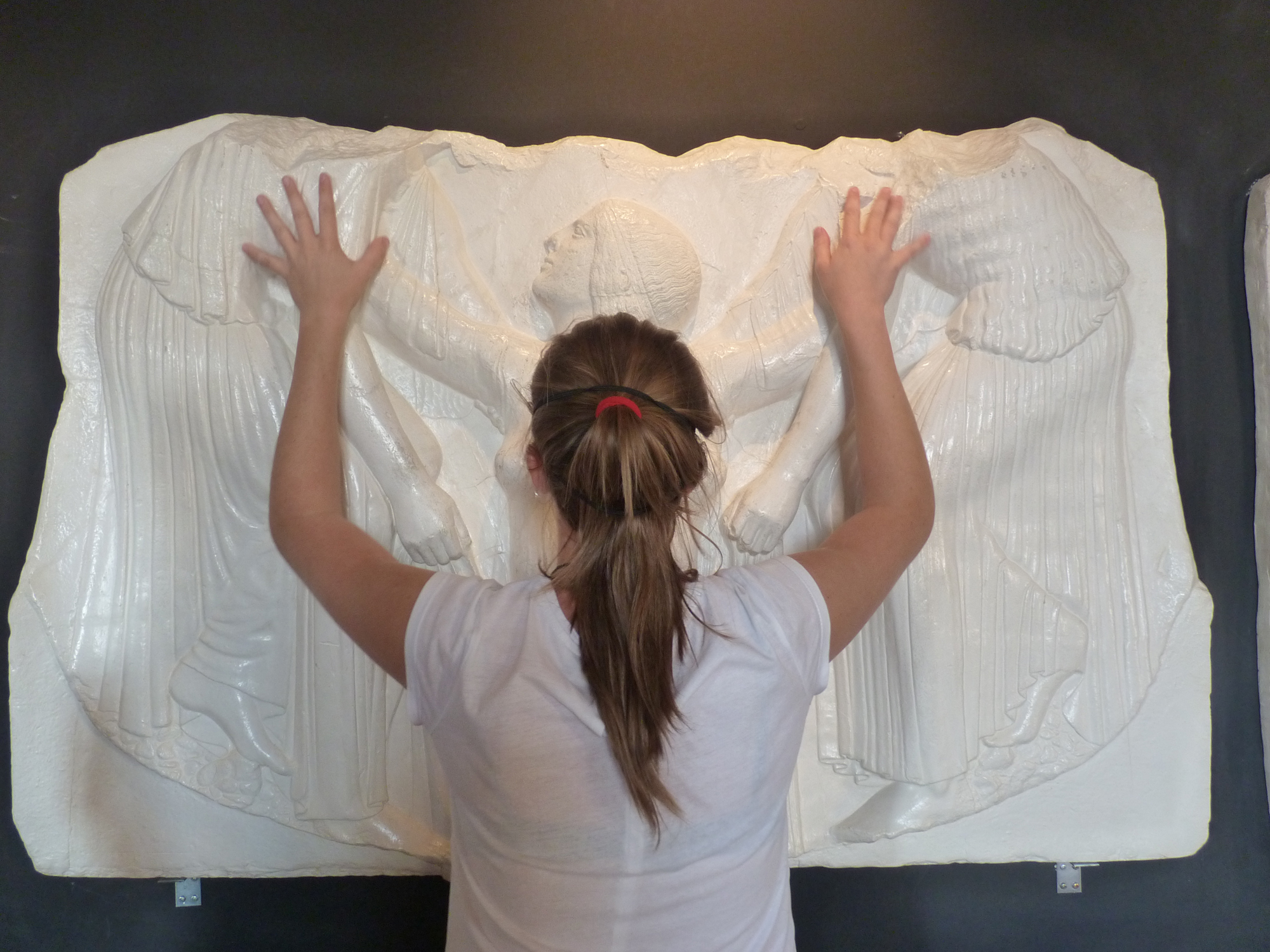
Esplorazione tattile della copia al vero del Trono Ludovisi

La collezione include modellini architettonici, calchi da copie al vero di sculture in gesso e vetroresina, sculture originali di artisti contemporanei e oggetti di Design.
L'allestimento propone circa 200 opere della collezione permanente organizzate secondo un criterio cronologico, a cui si è aggiunta nel 2021 una nuova sezione dedicata al Design.
L'intera collezione è accessibile e fruibile in maniera tattile: a supporto delle persone con disabilità visiva sono presenti descrizioni in Braille, in nero e a caratteri grandi, pedane mobili per l'esplorazione delle parti più alte delle sculture.

### Prima sala: arte greco-romana
Espone calchi e copie al vero di opere dell'arte classica, dall'antica Grecia a Roma: la Nike di Samotracia, il Discobolo, il Poseidone, la Venere di Milo, ecc. si affiancano al modello in scala del Partenone; la Lupa capitolina e la ritrattistica romana si accompagnano al modello volumetrico e in sezione del Pantheon.

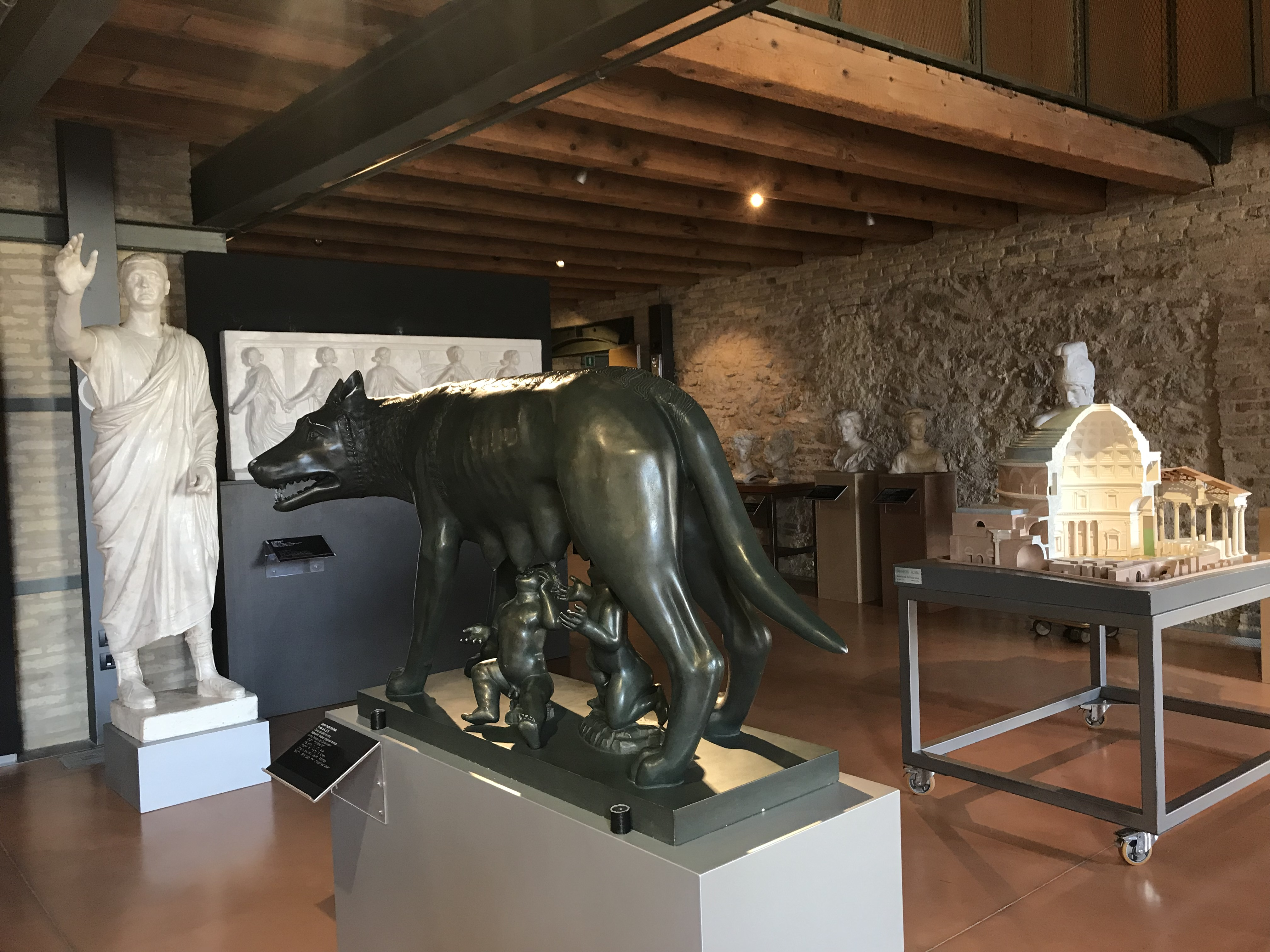
Sala romana del Museo Tattile Statale Omero

### Seconda sala: arte romanico-gotica
La sala è dedicata al periodo medioevale con il modellino di Piazza dei Miracoli di Pisa e del Duomo di Ancona, con le copie in gesso delle quattro formelle del Campanile di Giotto ecc. Il modellino del Duomo di Firenze introduce alla sala del Rinascimento.

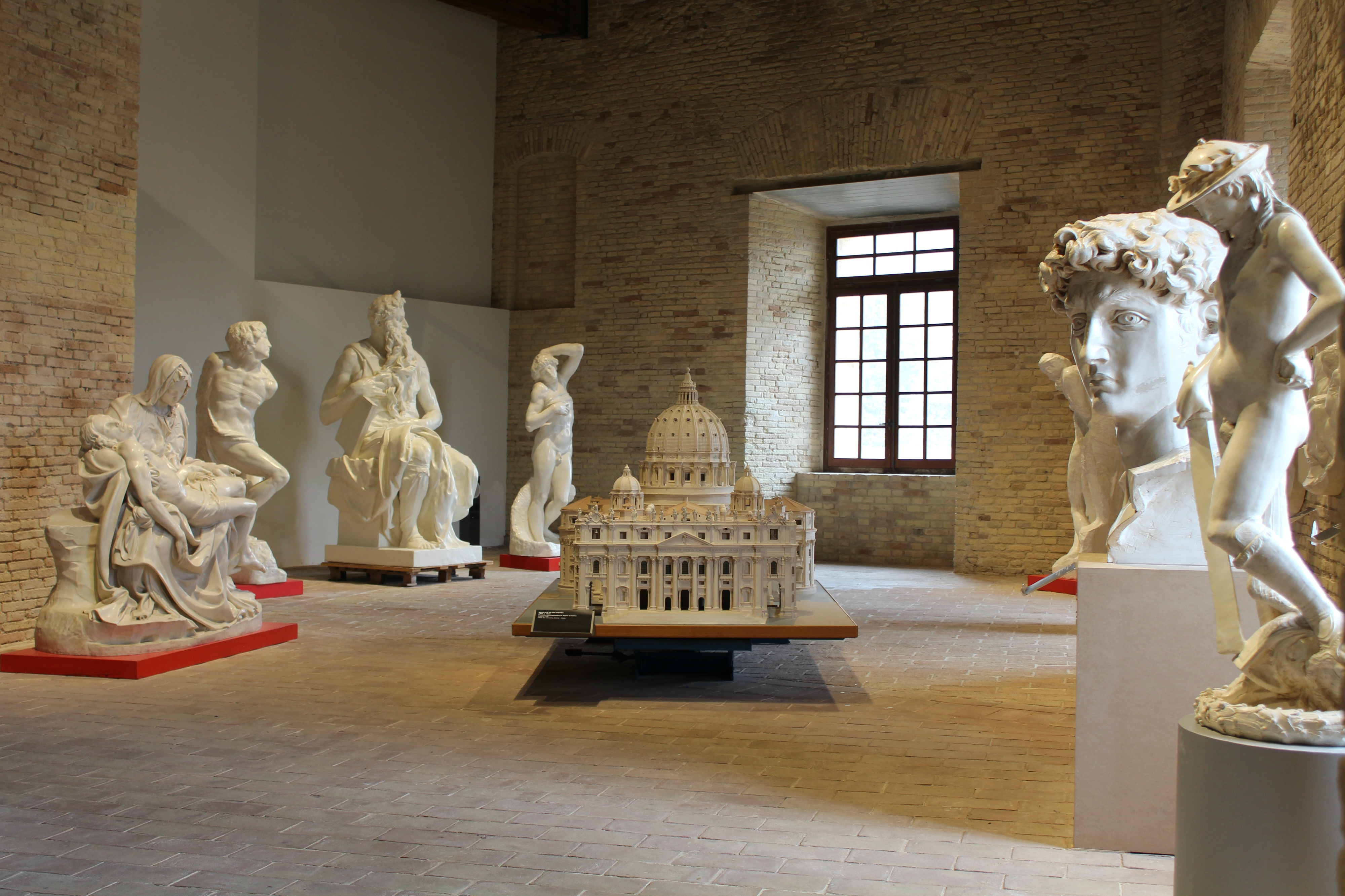
Sala rinascimentale del Museo Tattile Statale Omero

### Terza sala: arte rinascimentale
Nella sala sono presenti il modellino della Basilica di San Pietro, la copia in gesso del David di Donatello e di alcuni lavori di Michelangelo ovvero la Pietà di San Pietro, la Pietà Rondanini, il Tondo Pitti e il Tondo Taddei, il Mosè e la copia ridotta e il calco della testa del David.

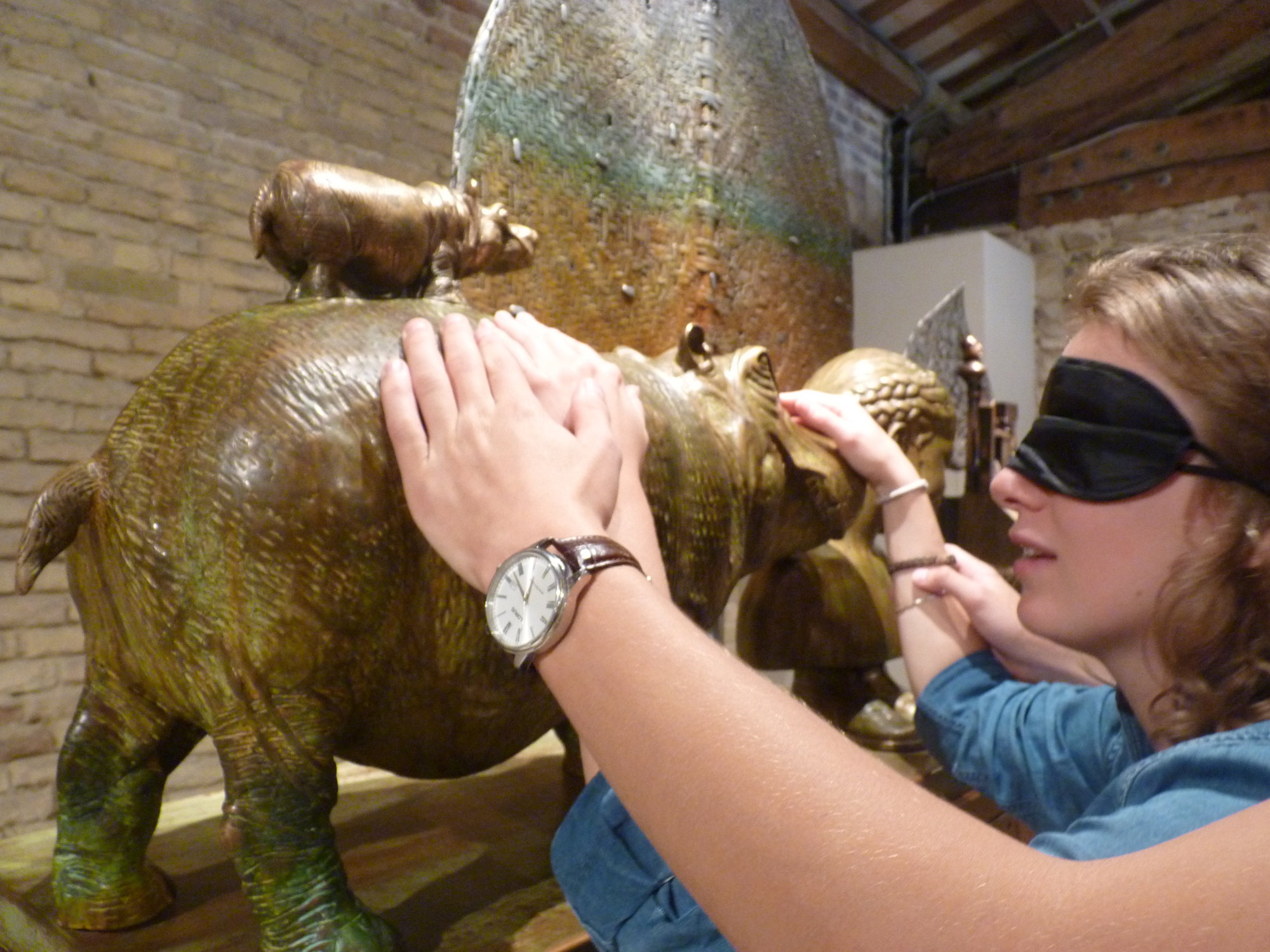
Esplorazione di una scultura di Valeriano Trubbiani

### Quarta sala: arte contemporanea
Al piano superiore sono ospitate le sculture originali di arte contemporanea realizzate da artisti italiani e internazionali dell'area figurativa e informale fra cui: Giorgio De Chirico, Pietro Consagra, Arturo Martini, Marino Marini, Arnaldo Pomodoro, Valeriano Trubbiani, Girolamo Ciulla, Mario Lupo, Edgardo Mannucci, Umberto Mastroianni, André Barelier, Sergio Zanni, Pierre Carron, Pietro Annigoni, Aron Demetz, Francesco Messina, Loreno Sguanci, Fulvio Ligi, Luciano Dionisi, Vittorio Morelli, Sanzio Blasi, Roberto Papini, Floriano Bodini, Rosario Ruggiero, Bruno Ceccobelli, Walter Valentini, Giuliano Vangi, Felice Tagliaferri, Paolo Annibali, Tiziana Felicioni, Angelo Rossetti, Jesper Neergard, Michelangelo Pistoletto.

### Collezione Design

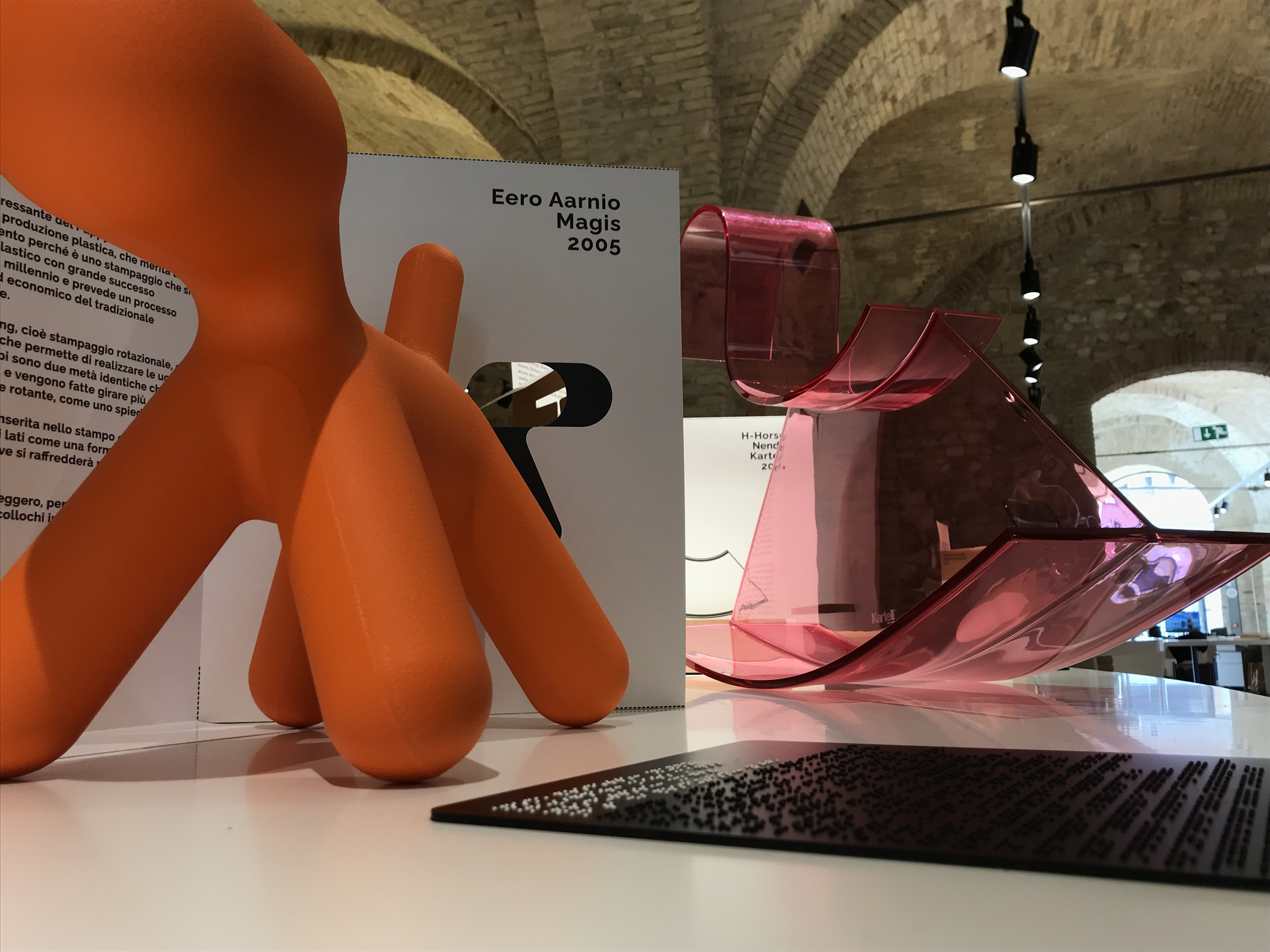
Collezione Design - Dettaglio Puppy e H-Horse

In una sala con ingresso separato, sempre all'interno del Lazzaretto, è ospitata la Collezione Design. Espone 32 oggetti della storia del Design italiano che dagli anni '60 ad oggi hanno vinto o sono stati menzionati per il Compasso d'Oro dalla Vespa Piaggio di Corradino D'Ascanio alla radio Cubo di Sappers & Zanuso prodotto dalla Brionvega.

### Sezione itinerante
Il museo ha allestito una sezione itinerante, Bello e Accessibile, per esportare l'approccio multisensoriale all'arte in altri contesti culturali, veicolando l'idea di una cultura senza barriere a livello nazionale e internazionale.